# ClockClock
ClockClock ist eine deutsche Elektropop-Band aus Mannheim.

## Bandgeschichte
ClockClock entstand 2017 während einer gemeinsamen Jam-Session. Der aus Speyer stammende Sänger Bojan „Boki“ Kalajdzic traf dabei auf die beiden Produzenten Mark Vonsin und Fabian „Feezy“ Fieser, die aus Schifferstadt kommen. Die drei Musiker begannen daraufhin, eigene Songs zu schreiben und zu produzieren.
Ein erster Meilenstein folgte schließlich, als sie ihre Musik an den Berliner Radiosender Fritz schickten. Der Sender spielte ihren Song Just a Dream, der im selben Jahr veröffentlicht wurde. Dies führte 2018 zur Aufmerksamkeit des Förderprogramms Bandpool der Popakademie Baden-Württemberg, bei dem sie nach einem erfolgreichen Vorspielen aufgenommen wurden.

### Kollaborationen und Durchbruch (2020–2021)
Ab 2018 erweiterte ClockClock ihr Team um das Management der BYB Agency unter der Leitung von Moritz Knabe und Anna Thalmayr. Gemeinsam mit ihrem Team veröffentlichten sie mehrere Singles und bauten ihre Karriere, ab 2020 mit dem Label WEFOR, weiter aus.
2020 erschien Redlight, eine Kollaboration mit Glockenbach, die sich als kommerzieller Erfolg erwies und mit einer Gold-Zertifizierung ausgezeichnet wurde. 2021 folgte die Single Brooklyn, die Platz zwei der offiziellen deutschen Airplaycharts erreichte und über 80 Millionen Streams verzeichnet.

### Nummer-1-Hits und erste Tourneen (2021–2023)
Mit ihrer ersten Solo-Single Sorry gelang ClockClock 2021 erstmals der Sprung auf Platz eins der deutschen Airplaycharts. Diesen Erfolg wiederholten sie 2022 mit Someone Else sowie 2023 mit Over.
Weitere Erfolge folgten mit den Singles Love You Again, die in den Top 5 der Airplaycharts landete, sowie Someday Soon, die Platz zwei erreichte.
Im Frühjahr 2023 absolvierte ClockClock ihre erste ausverkaufte Headliner-Tour, die When the Sun Don’t Shine Tour, durch Deutschland, Österreich und die Schweiz. Während der Tour wurden sie von den Gastmusikern Frederik Michel (Drums), Matthias Franz (Gitarre) und Roman Schuler (Piano) unterstützt.
Zudem begleiteten sie Simply Red auf deren Support-Tour und traten zweimal als Vorband von Pink im Hannover 96-Stadion vor über 50.000 Zuschauern auf. Bereits 2022 traten sie in Wien als Vorgruppe von OneRepublic auf.

### Internationaler Erfolg und erstes Album (2024–heute)
2024 setzte ClockClock ihren internationalen Wachstumskurs fort und spielten auf namhaften Festivals wie dem Pinkpop Festival (Niederlande), Colors of Ostrava (Tschechien) und dem Sziget Festival (Ungarn).
Nur acht Monate nach ihrer ersten Headliner-Tour folgte die zweite Tour, die Dreamers Tour, die mit doppelten Kapazitäten erneut ausverkauft war. Über den Sommer hinweg fokussierte sich die Band darauf, ihre Botschaft des Träumens und Durchhaltens zu verbreiten.
Im selben Jahr veröffentlichten sie ihr erstes Album Dreamers, welches Platz 25 der offiziellen deutschen Albumcharts erreichte. Die Veröffentlichung wurde mit zwei exklusiven, ebenfalls ausverkauften, Album-Shows in Mannheim und Hamburg gefeiert.

## Diskografie
Studioalben

| Jahr | Titel Musiklabel       | Höchstplatzierung, Gesamtwochen, AuszeichnungChartplatzierungen (Jahr, Titel, Musiklabel, Platzierungen, Wochen, Auszeichnungen, Anmerkungen) | Höchstplatzierung, Gesamtwochen, AuszeichnungChartplatzierungen (Jahr, Titel, Musiklabel, Platzierungen, Wochen, Auszeichnungen, Anmerkungen) | Höchstplatzierung, Gesamtwochen, AuszeichnungChartplatzierungen (Jahr, Titel, Musiklabel, Platzierungen, Wochen, Auszeichnungen, Anmerkungen) | Anmerkungen                              |
| Jahr | Titel Musiklabel       | DE | AT | CH | Anmerkungen                              |
| ---- | ---------------------- | --- | --- | --- | ---------------------------------------- |
| 2024 | Dreamers Polydor (UMG) | DE25 (1 Wo.)DE | — | — | Erstveröffentlichung: 27. September 2024 |